# Giovanni III di Oświęcim
Giovanni III di Oświęcim (in polacco Jan III oświęcimski) (1366/1376 – 19 agosto 1405) fu duca di Oświęcim dal 1376 fino alla sua morte.
Era l'unico figlio del duca Giovanni II di Oświęcim dalla moglie Edvige, figlia di Ludovico I il Giusto, duca di Brzeg. Inizialmente gli storici pensavano che i duchi Giovanni II e Giovanni III fossero la stessa persona, fino alla scoperta di ulteriori fonti che hanno confermato l'esistenza di Giovanni III.

## Biografia
Poco si sa del governo di Giovanni III. È possibile che, come suo nonno Giovanni I lo Scolastico, sia stato inizialmente concepito per la Chiesa. Ciò è confermato da un documento del 1379, in cui Giovanni III è chiamato Scolastico di Cracovia (anche se potrebbe trattarsi di una confusione con Giovanni I). Un'altra prova del presunto avviamento di Giovanni III alla carriera spirituale fu l'accordo del 1372, in base al quale Giovanni II assicurò l'eredità di Oświęcim a Premislavo I Noszak, duca di Cieszyn alla sua morte.
Tuttavia, dopo la morte di Giovanni II nel 1376, suo figlio poté succedergli, ma sotto la tutela di Premislavo I Noszak. Ciò è confermato da un documento del 25 novembre 1377, in cui il duca di Cieszyn approva la successione di Oświęcim.
Nonostante fosse subentrato nel ruolo di guida del ducato di Cieszyn, Giovanni III cercò di mantenere una politica indipendente. Nel 1394 sposò Edvige (morta verso il 13 maggio 1400), figlia di Algirdas, granduca di Lituania e sorella del re Ladislao II Jagellone di Polonia, evento che gli permise di migliorare le relazioni tra la Polonia e il suo parente Ladislao II di Opole.
Nel 1397, insieme agli altri duchi della Slesia e al vescovo di Breslavia, Giovanni III firmò a Legnica un accordo con il re polacco, per garantirsi protezione contro un eventuale attacco straniero. Nel 1399, Giovanni III cercò di placare la rabbia del re Ladislao II Jagellone contro il vescovo-duca di Opole Jan Kropidło. In politica interna, Giovanni III promosse e sostenne lo sviluppo delle città (concedendo privilegi, tra gli altri, ai distretti di Kęty e Zator) e della Chiesa (in particolare, come suo padre e suo nonno, ai domenicani). L'ultimo documento in cui compare Giovanni III risale al 1402. Tuttavia, gli storici ritengono che Giovanni III morì circa tre anni dopo e fu sepolto nel monastero domenicano di Oświęcim.
Poiché morto senza lasciare figli, Oświęcim fu annessa al Ducato di Cieszyn.

## Ascendenza
|                                |                               |                                       | Genitori                                          |  |  | Nonni |  |  | Bisnonni                   |  |  | Trisnonni                  |  |
|                                |                               |                                       |                                                   |  |  |       |  |  | Ladislao, duca di Oświęcim |  |  | Mieszko I, duca di Teschen |  |
|                                |                               |                                       |                                                   |  |  |       |  |  | Ladislao, duca di Oświęcim |  |  | Mieszko I, duca di Teschen |  |
|                                |                               | …                                     |                                                   |  |  |       |  |  | Ladislao, duca di Oświęcim |  |  |                            |  |
| Giovanni I, duca di Oświęcim   |                               |                                       |                                                   |  |  |       |  |  | Ladislao, duca di Oświęcim |  |  |                            |  |
|                                |                               | Eufrosina di Masovia                  | Boleslao II, duca di Masovia                      |  |  |       |  |  |                            |  |  |                            |  |
|                                |                               | Eufrosina di Masovia                  | Boleslao II, duca di Masovia                      |  |  |       |  |  |                            |  |  |                            |  |
|                                |                               | Eufrosina di Masovia                  | Cunegonda di Boemia                               |  |  |       |  |  |                            |  |  |                            |  |
| Giovanni II, duca di Oświęcim  |                               | Eufrosina di Masovia                  |                                                   |  |  |       |  |  |                            |  |  |                            |  |
|                                |                               | …                                     | …                                                 |  |  |       |  |  |                            |  |  |                            |  |
|                                |                               | …                                     | …                                                 |  |  |       |  |  |                            |  |  |                            |  |
|                                |                               | …                                     | …                                                 |  |  |       |  |  |                            |  |  |                            |  |
| …                              |                               | …                                     |                                                   |  |  |       |  |  |                            |  |  |                            |  |
|                                |                               | …                                     | …                                                 |  |  |       |  |  |                            |  |  |                            |  |
|                                |                               | …                                     | …                                                 |  |  |       |  |  |                            |  |  |                            |  |
|                                |                               | …                                     | …                                                 |  |  |       |  |  |                            |  |  |                            |  |
| Giovanni III, duca di Oświęcim |                               | …                                     |                                                   |  |  |       |  |  |                            |  |  |                            |  |
|                                | Boleslao III, duca di Legnica | Enrico V, duca di Legnica e Breslavia |                                                   |  |  |       |  |  |                            |  |  |                            |  |
|                                | Boleslao III, duca di Legnica | Enrico V, duca di Legnica e Breslavia |                                                   |  |  |       |  |  |                            |  |  |                            |  |
|                                | Boleslao III, duca di Legnica | Elisabetta di Kalisz                  |                                                   |  |  |       |  |  |                            |  |  |                            |  |
| Ludovico I, duca di Brieg      | Boleslao III, duca di Legnica |                                       |                                                   |  |  |       |  |  |                            |  |  |                            |  |
|                                |                               | Margherita di Boemia                  | Venceslao II, re di Boemia                        |  |  |       |  |  |                            |  |  |                            |  |
|                                |                               | Margherita di Boemia                  | Venceslao II, re di Boemia                        |  |  |       |  |  |                            |  |  |                            |  |
|                                |                               | Margherita di Boemia                  | Guta d'Asburgo                                    |  |  |       |  |  |                            |  |  |                            |  |
| Edvige di Brieg                |                               | Margherita di Boemia                  |                                                   |  |  |       |  |  |                            |  |  |                            |  |
|                                |                               | Enrico IV, duca di Żagań              | Enrico III, duca di Głogów e della Grande Polonia |  |  |       |  |  |                            |  |  |                            |  |
|                                |                               | Enrico IV, duca di Żagań              | Enrico III, duca di Głogów e della Grande Polonia |  |  |       |  |  |                            |  |  |                            |  |
|                                |                               | Enrico IV, duca di Żagań              | Matilda di Brunswick-Lüneburg                     |  |  |       |  |  |                            |  |  |                            |  |
| Agnese di Żagań                |                               | Enrico IV, duca di Żagań              |                                                   |  |  |       |  |  |                            |  |  |                            |  |
|                                |                               | Matilda di Brandeburgo-Salzwedel      | Ermanno III, margravio di Brandeburgo-Salzwedel   |  |  |       |  |  |                            |  |  |                            |  |
|                                |                               | Matilda di Brandeburgo-Salzwedel      | Ermanno III, margravio di Brandeburgo-Salzwedel   |  |  |       |  |  |                            |  |  |                            |  |
|                                |                               | Matilda di Brandeburgo-Salzwedel      | Anna d'Asburgo                                    |  |  |       |  |  |                            |  |  |                            |  |
|                                |                               | Matilda di Brandeburgo-Salzwedel      |                                                   |  |  |       |  |  |                            |  |  |                            |  |